# Балш (Румыния)
Балш (рум. Balș) — город в Румынии, в жудеце Олт.

## Население
На 2007 год население города составляет 21545 человек.
- 1864 год — 1700 чел.
- 1884 год — 2500 чел.
- 1921 год — 5000 чел.
- 1938 год — 5300 чел.
- 1948 год — 6128 чел.
- 1973 год — 11 578 чел.
- 1992 год — 24 560 чел.
- 2002 год — 21 195 чел.
- 2007 год — 21 545 чел.

Национальный состав:
- Румыны — 20 552
- Цыгане Рома — 619
- остальные — 27

Конфессиональный состав:
- Православие — 21 043
- Адвентисты седьмого дня — 47
- Баптисты — 36
- Пятидесятники — 19
- Католики — 8
- атеисты — 5
- остальные — 32